# Milano Malpensa Airport
Milano Malpensa Airport "Silvio Berlusconi"  er en lufthavn 45 km nordvest for Milanos centrum i Italien. Malpensa erstattede  Milano Linate Airport som byens hovedlufthavn. Malpensa er Italiens andenstørste lufthavn efter Roms Fiumicino tidligere (Leonardo da Vinci Intl Airport). Lufthavnen håndterer ca. 21.7 million passager om året. Fra Danmark flyver SAS samt easyJet fra Københavns Kastrup lufthavn til Milano Malpensa.
Lufthavnen skiftede i juli 2024 officielt navn til Aeroporto Internazionale di Milano-Malpensa "Silvio Berlusconi" efter den tidligere premierminister, Silvio Berlusconis død.